# Хуаніт
Хуаніт — мінерал, водний алюмосилікат кальцію і магнію.

## Етимологія та історія
Від назви гори Сан-Хуан, штат Колорадо, США (E.S.Larsen, E.A.Garanson, 1932).

## Опис
Хімічна формула: Са10Mg4[Al2Si11O39] .4H2O. Склад у % (з родов. Бівер-Крік, шт. Колорадо, США): CaO — 35,00; MgO — 8,64; Al2O3 — 5,65; SiO2 — 42,54; H2O — 4,24. Домішки: Fe2O3, Na2O, FeO, MnO, K2O, P2O5.
Сингонія ромбічна. Форми виділення: тонковолокнисті маси. Густина 3,015. Твердість 6,0. Колір білий.

## Поширення
Вторинний мінерал з родовища Айрон-Гілл (шт. Колорадо, США), де зустрічається разом з діопсидом, магнетитом, перовськітом, апатитом як продукт зміни меліліту.